# دنش پوچیک
دِنِش پوچیک (به مجاری: Pócsik Dénes) (زاده ۹ مارس ۱۹۴۰ – درگذشته ۲۰ نوامبر ۲۰۰۴) بازیکن واترپلو اهل مجارستان بود.
وی در مسابقات کشوری و بین‌المللی در مجموع برندهٔ ۱ مدال طلا، ۱ مدال نقره، ۱ مدال برنز شده‌است.